# 巴力峇九

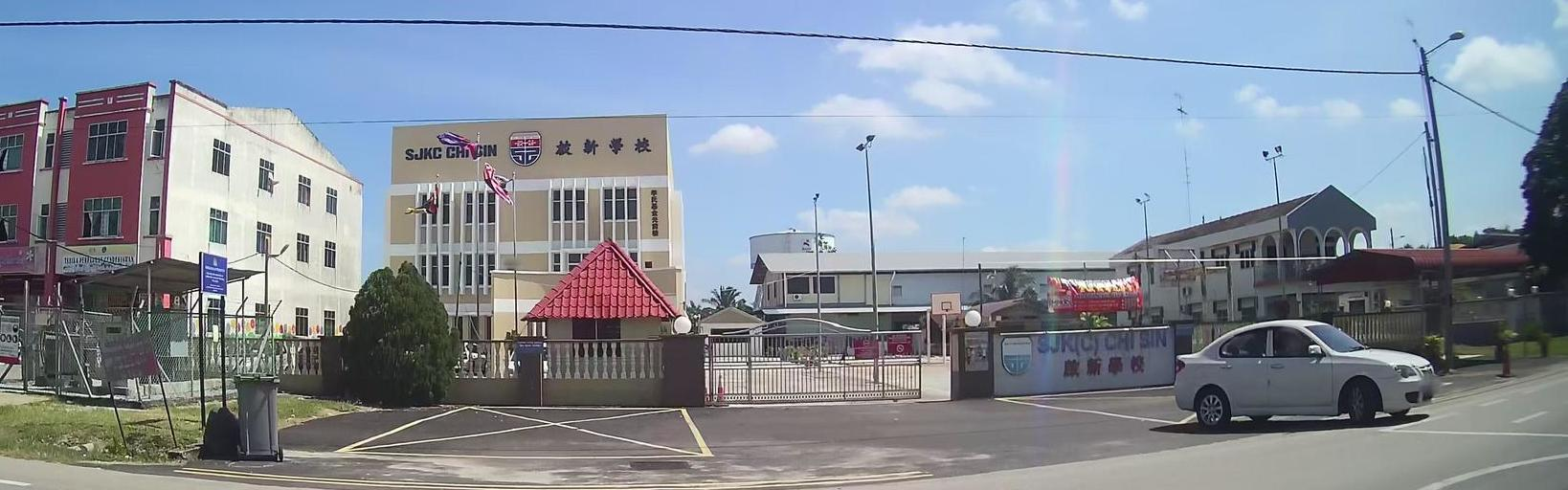
启新华小

巴力峇九（马来文：Parit Bakar）是柔佛州麻坡縣的一个城镇，在马来文中意指被烧过的河渠。巴力峇九面積約为40平方公里，距离麻坡市约八公里。
巴力峇九的早期居民多数以农业为生。自九十年代起，家私工业开始兴起，巴力峇九成为麻坡县内主要的工业重镇之一。

## 設施

### 教育
- 启新小学（華小）

## 宗教
- 龙山巖

## 交通
- 駛經Jalan Temenggung Ahmad到達[3]